# Breaking2
| Eliud Kipchoge | Zersenay Tadese | Lelisa Desisa |

Breaking2 était un projet de la firme Nike visant à franchir la barrière des 2 heures sur marathon qui a eu lieu le 6 mai 2017 sur le circuit de l'Autodrome national, à Monza, en Italie.  
La course est remportée par le Kényan Eliud Kipchoge en 2 h 0 min 25 s mais cette performance n'est pas homologuée par la Fédération internationale d’athlétisme (IAAF) comme un nouveau record du monde car la tentative ne se déroule pas dans le cadre d’une compétition officielle, qu'elle s’inscrit dans une tentative de record, et qu'elle se déroule sur un circuit fermé. De plus, Kipchoge a pu bénéficier de l'aide de lièvres et a été précédé d’un véhicule dont il a pu profiter de l’aspiration.

## Contexte
Le projet, annoncé par Nike en novembre 2016, consiste à faire concourir trois marathoniens de haut niveau dans une course privée qui se déroule sur le circuit de Formule 1 de l'Autodromo Nazionale di Monza, en Italie, le 6 mai 2017,,,.

## Participants
Les trois marathoniens qui participent à l'épreuve sont l'Éthiopien Lelisa Desisa, le Kényan Eliud Kipchoge et l'Erytréen Zersenay Tadese. Kipchoge est le champion olympique en titre, après avoir remporté le marathon aux Jeux olympiques d'été de Rio de Janeiro en 2016, et Tadese était alors le détenteur du record du monde du semi-marathon .
30 autres athlètes participent également à l'épreuve en tant que lièvres, notamment Andrew Bumbalough, Sam Chelanga, Chris Derrick, Bernard Lagat, Lopez Lomong et Julien Wanders.
| Nom             | Nationalité | Date de naissance | Âge | Meilleur marathon précédent |
| --------------- | ----------- | ----------------- | --- | --------------------------- |
| Lelisa Desisa   | Éthiopie    | 14 janvier 1990   | 27  | 2:04:45                     |
| Eliud Kipchoge  | Kenya       | 5 novembre 1984   | 32  | 2:03:05                     |
| Zersenay Tadese | Érythrée    | 8 février 1982    | 35  | 2:10:41                     |

## Résultats
| Position | Athlète         | Nationalité | Temps   |
| -------- | --------------- | ----------- | ------- |
| 1        | Eliud Kipchoge  | Kenya       | 2:00:25 |
| 2        | Zersenay Tadese | Érythrée    | 2:06:51 |
| 3        | Lelisa Desisa   | Éthiopie    | 2:14:10 |

Au moment de la course, le record du monde du marathon était de 2:02:57 (établi par Dennis Kimetto lors du marathon de Berlin 2014). Même si Kipchoge a battu ce temps de plus de deux minutes, son résultat ne compte pas comme un record officiel selon les normes de l'IAAF en raison de plusieurs facteurs, notamment l'utilisation de lièvres qui ont pris part à la course.